# Kastbur

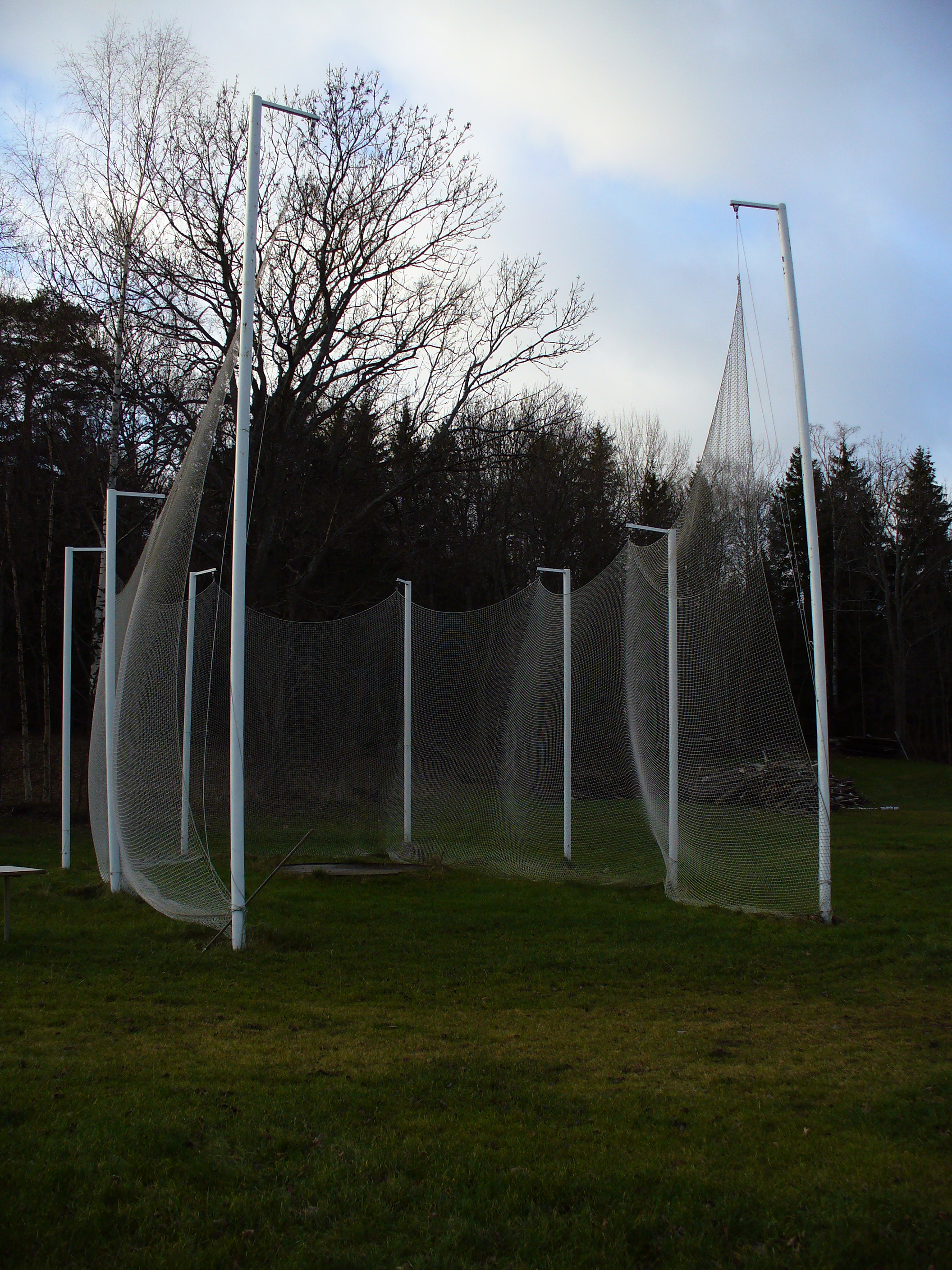
Kastbur på Bosön.

Kastbur är oftast en ställning i metall med väggar av nät, oftast i form av en cirkel.
Kastbur används främst inom friidrotten. Slägga och diskus utövas i kastbur.
Syfte med en kastbur är att förhindra olyckor där flygande projektiler (slägga, diskus) riskera träffa åskådare om utövande av misstag tappa föremålet eller får i väg det åt fel håll.